# Valentin Atangana
Valentin Atangana Edoa (Yaoundé, 25 augustus 2005) is een Frans-Kameroens voetballer die doorgaans speelt als middenvelder. In februari 2023 debuteerde hij voor Stade de Reims.

## Clubcarrière
Atangana werd geboren in Kameroen, maar verhuisde later als kind naar Frankrijk. Daar ging hij voetballen bij FCF Neuvillette-Jamin, wat hij in 2015 verruilde voor de opleiding van Stade de Reims. In 2021 speelde hij zijn eerste wedstrijden in het belofteteam, waarna hij in mei van het jaar erop zijn eerste professionele contract bij de club tekende. Zijn debuut in het eerste elftal volgde op 12 februari 2023, toen in de Ligue 1 met 4–0 gewonnen werd van Troyes AC door doelpunten van Marshall Munetsi, Myziane Maolida, Folarin Balogun en Jens Cajuste. Coach Will Still liet Atangana in de slotfase invallen voor Azor Matusiwa.
In oktober 2023 verlengde Atangana zijn contract bij Stade de Reims tot en met het seizoen 2025/26. In de jaargang 2023/24 kreeg hij meer speltijd in het eerste elftal, maar vooral een jaar later kwam hij tot meer wedstrijden. Eind 2024 werd zijn verbintenis opengebroken en met een jaar verlengd. Op 29 maart 2025 maakte hij zijn eerste profdoelpunt. Nadat teamgenoten Keito Nakamura en Mamadou Diakhon hadden gescoord, zorgde hij voor de derde Reims-treffer tegen Olympique Marseille. Valentin Rongier zorgde namens die club uiteindelijk voor de 3–1.

## Clubstatistieken
| Seizoen | Club           | Competitie | Competitie | Competitie | Beker | Beker | Internationaal | Internationaal | Totaal | Totaal |
| Seizoen | Club           | Competitie | Wed.       | Dlp.       | Wed.  | Dlp.  | Wed.           | Dlp.           | Wed.   | Dlp.   |
| ------- | -------------- | ---------- | ---------- | ---------- | ----- | ----- | -------------- | -------------- | ------ | ------ |
| 2022/23 | Stade de Reims | Ligue 1    | 7          | 0          | 0     | 0     | —              | —              | 7      | 0      |
| 2023/24 | Stade de Reims | Ligue 1    | 15         | 0          | 0     | 0     | —              | —              | 15     | 0      |
| 2024/25 | Stade de Reims | Ligue 1    | 33         | 1          | 4     | 0     | —              | —              | 37     | 1      |
| Totaal  | Totaal         | Totaal     | 55         | 1          | 4     | 0     | 0              | 0              | 59     | 1      |

Bijgewerkt op 14 mei 2025.

## Erelijst
| Competitie                     | Aantal        | Jaren         |
| Frankrijk –17                  | Frankrijk –17 | Frankrijk –17 |
| ------------------------------ | ------------- | ------------- |
| EK –17                         | 1             | 2022          |
| Individueel                    |               |               |
| EK –19 – Team van het Toernooi | 1             | 2024          |